# Laphystia kazaka
Laphystia kazaka är en tvåvingeart som beskrevs av Pavel Lehr 1969. Laphystia kazaka ingår i släktet Laphystia och familjen rovflugor.
Artens utbredningsområde är Kazakstan. Inga underarter finns listade i Catalogue of Life.